# Хелмно Захар Семенович
Хелмно Захар Семенович (1891 —1938)  — український організатор кіновиробництва, керівник ВУФКУ.

## Біографія
Народився в Криму в єврейській сім'ї. 
У 1925—1927 роках очолював ВУФКУ.
Одна з останніх посад  — керівник тресту «Сєвєролєс» в Архангельску. 
Став жертвою сталінських репресій. 3 грудня 1936 року був засуджений за «антирадянську діяльність», в 1938 році  — розстріляний, в 1959  — реабілітований.